# Lichtenau im Waldviertel
Lichtenau im Waldviertel är en köpingskommun i distriktet  Krems i det österrikiska förbundslandet Niederösterreich. Kommunen, som för första gången nämns i ett dokument från år 1101,  har 2 031 invånare (2024).

## Orter
Kommunen består av 18 orter (Ortschaften) (inom parentes invånarantal 1 januari 2024):

- Allentsgschwendt (145)
- Brunn am Wald (122)
- Ebergersch (62)
- Engelschalks (27)
- Erdweis (62)
- Gloden (85)
- Großreinprechts (163)
- Jeitendorf (90)
- Kornberg (23)
- Ladings (54)
- Lichtenau (434)
- Loiwein (268)
- Obergrünbach (144)
- Pallweis (108)
- Scheutz (52)
- Taubitz (97)
- Wietzen (51)
- Wurschenaigen (44)